# Malatestino I Malatesta
Malatestino I Malatesta, detto dell'Occhio (... – 14 ottobre 1317), è stato un condottiero italiano, signore di Rimini dal 1312 alla morte, appartenente alla dinastia dei Malatesta.

## Biografia
Figlio di Malatesta da Verucchio divenne signore di Rimini alla morte del padre nel 1312. Era fratello di Gianciotto Malatesta e di Paolo Malatesta, immortalato da Dante Alighieri nell'episodio di Paolo e Francesca. Fu soprannominato dell'Occhio o il Guercio per il fatto che aveva perso un occhio.
Anche Malatestino fu citato dall'Alighieri nell'Inferno, dove viene citato come tiranno assieme al padre, durante un discorso generale sulla situazione della Romagna (Inf. XXVII vv. 46-48); si è anche denunciato come responsabile dell'omicidio di Guido del Cassero e Angiolello da Carignano (Inf. XXVIII, vv. 76-84), detti dal poeta come i due migliori di Fano, uccisi brutalmente per annegamento in sacchi piombati.

## Le conquiste militari
Prese parte alle guerre civili che infestarono la Romagna e, nel 1288, da Pietro Stefaneschi, rettore pontificio, fu dichiarato ribelle e decaduto da ogni carica pubblica. Malatestino, quando i riminesi espulsero suo padre, si unì al conte di Romagna e nella lotta che subentrò per il ritorno in patria, si dimostrò coraggioso. Espugnò vari castelli, mise a sacco Lauditorio, occupò Montescudolo. Assediato dai riminesi, si difese eroicamente, ma nell'ottobre 1288 dovette rendere Montescudolo; venne arrestato e condotto con tutti i suoi uomini nelle prigioni di Rimini. Fuggì nel 1289 e accorse in difesa di Stefano Colonna il Vecchio, allorché questi venne assalito dai riminesi.
Venne eletto podestà di Cesena durante l'insurrezione della Romagna contro la Chiesa. Lasciato quest'incarico, si fece nominare podestà di Bertinoro (all'epoca sede vescovile) e mosse con i suoi uomini contro Cesena, per costringere il vescovo Guidi a dimettersi.
Nel 1294 combatté contro il conte Guido da Montefeltro e si spinse vittorioso fin sotto le mura di Urbino, ma dovette ben presto togliere l'assedio e perse anche Pesaro. L'anno seguente fu costretto a lasciare la podesteria di Cesena, perché avversato dall'arcivescovo di Monreale. Ebbe parte principale nella lotta sostenuta in quell'anno contro i ghibellini di Rimini. Pare che fosse il consigliere degli inganni che costrinse i Parcitadi a deporre le armi. Si macchiò di non pochi delitti.
Nel 1296 fu eletto capitano dei guelfi bolognesi, in guerra contro il marchese di Ferrara. Aveva però preso parte a un tentativo contro Forlì, durante il quale era stato fatto prigioniero da Scarpetta Ordelaffi. A capo dei bolognesi, mosse contro Azzo d'Este, cui tolse con la forza il castello di Bazzano.
Nel 1303, come capitano del popolo di Firenze, guidò i fiorentini contro i fuoriusciti comandati da Scarpetta e li vinse al Mugello. Tentò di impadronirsi di Pistoia, ma non vi riuscì e quindi per vendetta, devastò il contado, tornando a Firenze con un ricchissimo bottino.
Nel 1306, invitò a Cattolica Angiolello da Carignano e Guido del Cassero, potenti capi di Fano, con il pretesto di rappacificarli. Invece li fece uccidere e gettò i cadaveri in mare, chiusi in un sacco. Con questo delitto procacciò a Pandolfo la podesteria di Fano, da dove però fu ben presto cacciato. Nel 1307 fu in lotta contro Federico da Montefeltro, cui voleva impedire di portare soccorso al cardinale Napoleone Orsini, assediato in Arezzo dai fiorentini. Malatestino ebbe la peggio, e anzi, andando ad assediare Bertinoro, venne assalito e sconfitto da Scarpetta Ordelaffi. Fu in guerra anche contro i veneziani per cacciarli da Ferrara, ma la città dovette passare sotto il dominio veneto.
Osteggiato da Guglielmo Malatesta, conte di Sogliano, che era ghibellino, Malatestino mosse ad assediarlo in Sogliano e nel 1312 occupò il castello e lo distrusse, risparmiando però la vita a Guglielmo. Nello stesso anno successe al padre nella signoria di Rimini. Nel 1314 Cesena gli si sottomise, quindi anche Forlì, con l'aiuto del re di Napoli. Nel 1316, essendosi Forlì ribellata, la assediò. Molti altri fatti d'armi lo ebbero come protagonista, fino al 1317, anno in cui morì.

## Discendenza
Malatestino I Malatesta ebbe due figli:
- Ferrantino Malatesta
- Giovanni III Malatesta

## Ascendenza
|                          |   |          | Genitori |  |  | Nonni                 |  |  | Bisnonni         |  |
|                          |   |          |          |  |  | Malatesta I Malatesta |  |  | Malatesta Minore |  |
|                          |   |          |          |  |  | Malatesta I Malatesta |  |  | Malatesta Minore |  |
|                          |   | Alaburga |          |  |  | Malatesta I Malatesta |  |  |                  |  |
| Malatesta da Verucchio   |   |          |          |  |  | Malatesta I Malatesta |  |  |                  |  |
|                          |   | Adelasia | …        |  |  |                       |  |  |                  |  |
|                          |   | Adelasia | …        |  |  |                       |  |  |                  |  |
|                          |   | Adelasia | …        |  |  |                       |  |  |                  |  |
| Malatestino I Malatesta  |   | Adelasia |          |  |  |                       |  |  |                  |  |
|                          | … | …        |          |  |  |                       |  |  |                  |  |
|                          | … | …        |          |  |  |                       |  |  |                  |  |
|                          | … | …        |          |  |  |                       |  |  |                  |  |
| Concordia dei Pandolfini | … |          |          |  |  |                       |  |  |                  |  |
|                          |   | …        | …        |  |  |                       |  |  |                  |  |
|                          |   | …        | …        |  |  |                       |  |  |                  |  |
|                          |   | …        | …        |  |  |                       |  |  |                  |  |
|                          |   | …        |          |  |  |                       |  |  |                  |  |